# The Remix Album (Lisa Stansfield-album)
A The Remix Album (The # 1 Remixes (EP) Észak-Amerikában) Lisa Stansfield brit énekes-dalszerző 1998. június 2-án megjelent remix albuma, mely eredetileg az 1997-es Lisa Stansfield albumon szereplő dalok remixeit tartalmazza. A dalokat különböző amerikai és brit lemezlovasok, producerek remixelték, úgy mint: Hex Hector, Junior Vasquez, Victor Calderone, Frankie Knuckles, Hani, K-Klass, Mark Picchiotti, a Black Science Orchestra és a Dirty Rotten Scoundrels. Az album kedvező fogadtatásban részesült, a zenekritikusok is elismerően nyilatkoztak róla. Az album a Billboard Top R&B / Hip-Hop albumlistán a 82. helyezett volt.

## Előzmények
1997-ben Stansfield kiadta névadó albumát, mely négy listavezető dalt eredményezett a Billboard Hot Dance Club Songs listán. A People Hold On (The Bootleg Mixes), a Never, Never Gonna Give You Up, az I'm Leavin', és Never Gonna Fall című dalokat. Ez arra késztette az Arista Records kiadót, hogy megjelentesse a dalok remixeit.

## Kritikák
| Értékelések |           |
| Értékelő    | Értékelés |
| AllMusic    | [ 2 ]     |

Az album pozitív kritikákat kapott a zenekritikusoktól. Jose F. Promis AllMusic szerint a forró dance elemeket tartalmazó remixalbum teljesen rendben van, mely az I'm Leavin' Hex Hector radio változatával kezdődik. A szomorú ballada felragyog mint egy táncos dal, akárcsak az Everything but the Girl "Missing" című dala. Az albumon két feldolgozás is szerepel, az egyik a Barry White féle feldolgozás, a "Never, Never Gonna Give You Up"  mely abszolút rendben van, mely egy közepes tempójú remix, a legendás Frankie Knuckles jóvoltából. A másik pedig a Hani féle remix. A "Never Gonna Fall" két remixe is szerepel a lemezen. A Victor Calderone által remixelt változat inkább egy ütemes remix, mint egy aktuális dal. A "The Real Thing" egy hosszú funky remix, a "The Line" pedig egy elegáns dal. Promis szerint ez az album feltétlenü ott kell hogy legyen a 90-es évek tánczene rajongóinak polcán, és a különösen alulértékelt dalszövegekért rajongók számára.

## Tartalom
Az albumot Észak-Amerikában is megjelentették The #1 Remixes (EP) címmel 1998. június 2-án. Az albumon 9 dal található, melyet több amerikai és brit producer – lemezlovas remixelt. Többek között: Hex Hector ("I'm Leavin'"), Junior Vasquez és Victor Calderone ("Never Gonna Fall"), Frankie Knuckles és Hani ("Never, Never Gonna Give You Up"), a The Dirty Rotten Scoundrels ("People Hold On"), K-Klass ("The Real Thing") és a Black Science Orchestra ("The Line"). Európában "The Remix Album" címmel jelent meg az album 1998. június 8-án. Az Észak-Amerikai változaton plusz egy remix szerepel még, a "The Real Thing" Mark Picchiotti által készített változata.

## Számlista
| #   | Cím                                                   | Szerző(k)                             | Producer(ek)              | Hossz |
| --- | ----------------------------------------------------- | ------------------------------------- | ------------------------- | ----- |
| 1.  | I'm Leavin' (Hex Hector Radio Mix)                    | Crayge Lindesay, Telisa Stinson       | Ian Devaney, Peter Mokran | 4:17  |
| 2.  | Never, Never Gonna Give You Up (Frankie Knuckles Mix) | Barry White                           | Devaney, Mokran           | 8:42  |
| 3.  | The Real Thing (Mark!'s Good Time Disco Vocal)        | Lisa Stansfield, Devaney              | Devaney, Mokran           | 11:25 |
| 4.  | Never Gonna Fall (Junior Vasquez Mix)                 | Stansfield, Devaney                   | Devaney, Mokran           | 8:34  |
| 5.  | People Hold On (Dirty Rotten Scoundrels Mix)          | Stansfield, Matt Black, Jonathan More | Dan Bewick, Matt Frost    | 6:11  |
| 6.  | Never, Never Gonna Give You Up (Hani Mix)             | White                                 | Devaney, Mokran           | 8:54  |
| 7.  | I'm Leavin' (Hex Hector Club Mix)                     | Lindesay, Stinson                     | Devaney, Mokran           | 10:06 |
| 8.  | Never Gonna Fall (Victor Calderone Mix)               | Stansfield, Devaney                   | Devaney, Mokran           | 7:12  |
| 9.  | The Real Thing (K-Klassic Mix)                        | Stansfield, Devaney                   | Devaney, Mokran           | 4:44  |
| 10. | The Line (The Black Science Orchestra Mix)            | Stansfield, Devaney, Terry Gamwell    | Devaney, Mokran           | 5:58  |

| 1. | I'm Leavin' (Hex Hector Radio Mix)                    | Devaney, Mokran | 4:18  |
| 2. | Never, Never Gonna Give You Up (Frankie Knuckles Mix) | Devaney, Mokran | 8:41  |
| 3. | Never Gonna Fall (Junior Vasquez Mix)                 | Devaney, Mokran | 8:35  |
| 4. | People Hold On (Dirty Rotten Scoundrels Mix)          | Bewick, Frost   | 6:11  |
| 5. | Never, Never Gonna Give You Up (Hani Mix)             | Devaney, Mokran | 8:55  |
| 6. | I'm Leavin' (Hex Hector Mix)                          | Devaney, Mokran | 10:07 |
| 7. | Never Gonna Fall (Victor Calderone Mix)               | Devaney, Mokran | 7:12  |
| 8. | The Real Thing (K-Klass Mix)                          | Devaney, Mokran | 4:44  |
| 9. | The Line (The Black Science Orchestra Mix)            | Devaney, Mokran | 5:58  |

## Slágerlista
| Slágerlista (1998)                     | Legjobb helyezés |
| -------------------------------------- | ---------------- |
| USA Top R&B/Hip-Hop Albums (Billboard) | 82               |